# Aéroport de Dolbeau–Saint-Félicien
L'aéroport de Dolbeau–Saint-Félicien est un aéroport situé au Québec, au Canada.